# Liste der Abgeordneten zum Südtiroler Landtag (XV. Legislaturperiode)
Die Liste der Abgeordneten zum XV. Südtiroler Landtag listet alle bei der Landtagswahl 2013 gewählten Abgeordneten und etwaige Nachrücker auf.

## Abgeordnete
| Name                         | Partei bzw. Liste                             | Vorzugsstimmen |
| ---------------------------- | --------------------------------------------- | -------------- |
| Philipp Achammer             | Südtiroler Volkspartei                        | 14.476         |
| Magdalena Amhof              | Südtiroler Volkspartei                        | 8.918          |
| Elena Artioli                | Forza Alto Adige – Lega Nord – Team Autonomie | 2.054          |
| Myriam Atz Tammerle 1        | Süd-Tiroler Freiheit                          | 1.495          |
| Roberto Bizzo                | Partito Democratico                           | 5.398          |
| Walter Blaas                 | Die Freiheitlichen                            | 3.594          |
| Waltraud Deeg                | Südtiroler Volkspartei                        | 12.228         |
| Riccardo Dello Sbarba        | Verdi Grüne Vërc – SEL                        | 8.429          |
| Brigitte Foppa               | Verdi Grüne Vërc – SEL                        | 9.269          |
| Hans Heiss                   | Verdi Grüne Vërc – SEL                        | 12.691         |
| Maria Hochgruber Kuenzer     | Südtiroler Volkspartei                        | 10.367         |
| Eva Klotz 2                  | Süd-Tiroler Freiheit                          | 13.036         |
| Sven Knoll                   | Süd-Tiroler Freiheit                          | 12.242         |
| Paul Köllensperger           | MoVimento 5 Stelle                            | 1.333          |
| Arno Kompatscher             | Südtiroler Volkspartei                        | 81.107         |
| Pius Leitner 3               | Die Freiheitlichen                            | 36.761         |
| Ulli Mair                    | Die Freiheitlichen                            | 31.171         |
| Florian Mussner              | Südtiroler Volkspartei                        | 13.921         |
| Josef Noggler                | Südtiroler Volkspartei                        | 12.690         |
| Tamara Oberhofer             | Die Freiheitlichen                            | 2.673          |
| Andreas Pöder                | BürgerUnion – Ladins – Wir Südtiroler         | 3.045          |
| Helmuth Renzler              | Südtiroler Volkspartei                        | 8.933          |
| Oswald Schiefer              | Südtiroler Volkspartei                        | 6.919          |
| Arnold Schuler               | Südtiroler Volkspartei                        | 31.319         |
| Dieter Steger 4              | Südtiroler Volkspartei                        | 11.016         |
| Veronika Stirner Brantsch    | Südtiroler Volkspartei                        | 7.043          |
| Martha Stocker               | Südtiroler Volkspartei                        | 21.177         |
| Sigmar Stocker               | Die Freiheitlichen                            | 9.397          |
| Richard Theiner              | Südtiroler Volkspartei                        | 26.649         |
| Roland Tinkhauser            | Die Freiheitlichen                            | 13.549         |
| Christian Tommasini          | Partito Democratico                           | 6.829          |
| Christian Tschurtschenthaler | Südtiroler Volkspartei                        | 8.229          |
| Alessandro Urzì              | L’Alto Adige nel Cuore                        | 3.492          |
| Otto von Dellemann 5         | Südtiroler Volkspartei                        | 6.833          |
| Thomas Widmann               | Südtiroler Volkspartei                        | 14.202         |
| Albert Wurzer                | Südtiroler Volkspartei                        | 6.998          |
| Bernhard Zimmerhofer         | Süd-Tiroler Freiheit                          | 2.680          |
| Hannes Zingerle 6            | Die Freiheitlichen                            | 2.530          |

1 nach dem Rücktritt von Eva Klotz am 2. Dezember 2014 nachgerückt
2 nach ihrem Rücktritt am 2. Dezember 2014 durch Myriam Atz Tammerle ersetzt
3 nach seinem Rücktritt am 4. April 2017 durch Hannes Zingerle ersetzt
4 nach seinem Rücktritt am 10. April 2018 durch Otto von Dellemann ersetzt
5 nach dem Rücktritt von Dieter Steger am 10. April 2018 nachgerückt
6 nach dem Rücktritt von Pius Leitner am 4. April 2017 nachgerückt